# Wischera (Wytschegda)
Die Wischera (russisch Вишера, Вышера (Wyschera), Komi Висер (Wiser)) ist ein 247 km langer rechter Nebenfluss der Wytschegda in der Republik Komi in Nordwestrussland.
Sie entspringt westlich des Sindorskowo-See. Von dort fließt sie in überwiegend südlicher Richtung, später in östlicher Richtung. Nach der Mündung des größten Nebenflusses, der Niwschera, wendet sich die Wischera wieder nach Süden und mündet schließlich von Norden kommend in die Wytschegda.
Die Wischera ist zwischen November und Ende April eisbedeckt. Ein Großteil des Jahresabflusses resultiert von der Schneeschmelze im Spätfrühjahr. Der mittlere Abfluss am Pegel Lun, 57 km vor der Mündung, beträgt 79 m³/s.
Das Einzugsgebiet der Wischera umfasst 8780 km².